# Philippe Laïk
Philippe Laïk est un réalisateur et scénariste français né le 25 février 1936 à Paris.

## Biographie
Après son service militaire en Algérie, Philippe Laïk entame une carrière au cinéma comme assistant réalisateur, puis à la télévision. À partir de 1965, il réalise des documentaires pour la série La Source de Vie du rabbin Josy Eisenberg. Il fait partie ensuite des réalisateurs du magazine Cinéma de François Chalais, ainsi que d'émissions de Denise Glaser (Discorama), Éliane Victor (Les Femmes aussi) et Paul Ceuzin (Eurêka).
C'est toutefois dans la fiction qu'il s'oriente dès 1967, ainsi que dans le documentaire de création.
De 1989 à 1994, il est producteur délégué à la Société française de production (SFP).
Il rejoint France 2 en 1994 afin d'y occuper le poste de conseiller des programmes, chargé de la soirée policière du vendredi. Il exerce cette responsabilité jusqu'à fin de 1996 où, à sa demande, il redevient réalisateur[réf. nécessaire].
À partir de 2012, il se consacre à l'écriture : son roman Sous le soleil, les armes paraît en 2019.

## Filmographie

### Cinéma
- 1962 : Adieu Philippine, film de Jacques Rozier - en tant qu'assistant réalisateur

### Télévision

#### Téléfilms
- 1970 : La Hobereaute, opéra parlé de Jacques Audiberti, mise en scène Georges Vitaly (captation)
- 1971 : Seule à la maison d'après Dino Buzzati
- 1971 : La Visite de la vieille dame d'Alberto Cavalcanti - en tant que conseiller technique et coréalisateur
- 1973 : La Provinciale d'après Ivan Tourgueniev
- 1980 : Cinéma 16 : Louis et Réjane
- 1981 : Le Revizor d'après Nicolas Gogol
- 1981 : Un temps d'ailleurs - également scénariste
- 1983 : Souvenirs d'un amnésique d'après Hervé Bazin
- 2000 : Deux Frères
- 2007 : Le Voyageur de la Toussaint - également scénariste
- 2008 : Le Voyage de la veuve - également scénariste et dialoguiste avec Jean Samouillan
- 2008 : L'Enfant d'après Jules Vallès, avec Jean Samouillan

#### Séries télévisées
- 1985-1990 : Les Enquêtes du commissaire Maigret
  - Maigret au  Picratt's (1985)
  - Maigret et la Vieille Dame de Bayeux (1988)
  - Maigret et l'Inspecteur Malgracieux (1988)
  - Stan le tueur (1990)
- 1998 : Nestor Burma, épisode La Plus Noble Enquête de Nestor

#### Émissions télévisées et documentaires
- 1965-1970 : La Source de vie de Josy Eisenberg (plusieurs émissions)
- 1965-1968 : Cinéma de François Chalais (plusieurs émissions)
- 1968 : Les Femmes aussi d’Éliane Victor : Celles du voyage
- 1971 : La Rénovation urbaine[4].
- 1972 : Changer de cap (court métrage)[5].
- 1973 : Plain-chant d'Hélène Martin : Jean Giono
- 1973 : Musique en 33 tours de Gérard Guillaume et Jacqueline Muller : In Auschwitz d'après l'œuvre de Luigi Nono
- 1977 : Jacques Duclos ou le Triomphe de la vie[6]

## Écrits
- Sous le soleil les armes, Le Temps des cerises, 2019

## Distinctions
- Festival de télévision de Monte-Carlo 1980 : prix Cino Del Duca pour Louis et Réjane[7]